# Quatre Jours de Bruxelles
 (11 août 2025).
Guerre belgo-néerlandaise
Les Quatre Jours de Bruxelles aussi appelés les Quatre Journées, ou les Quatre Jours, sont un épisode de la révolution belge et plus particulièrement des Journées de Septembre. Ils désignent les combats menés à Bruxelles lorsque l'armée néerlandaise attaque la ville dès le 23 septembre 1830, après que celle-ci se soit rebellée contre l'autorité de La Haye et du roi Guillaume Ier lors des émeutes d'aout 1830 à Bruxelles qui ont déclenché l'insurrection de 1830 dans les Pays-Bas méridionaux.
La résistance aussi farouche qu'inattendue du peuple bruxellois, bien aidé par les nombreux volontaires issus de l'ensemble des provinces méridionales et même de l'étranger, conduit l'armée, menée par le prince Frédéric, à battre en retraite dans la nuit du 26 au 27 septembre 1830 et à évacuer le parc de Bruxelles où elle avait été arrêtée.
Les Quatre Jours se déroulent en parallèle à l'attaque de Louvain par le général Ghisbert Martin Cort Heyligers et sont les premières attaques à l'initiative de l'armée, donnant naissance à la guerre belgo-néerlandaise. Outre l'aspect militaire des combats, les Quatre Jours donnent également naissance au premier gouvernement provisoire de Belgique et sont l'embryon de l'organisation politique du futur état belge qui proclame son indépendance du royaume uni des Pays-Bas dès le 4 octobre 1830. 

### Bruxelles en 1830

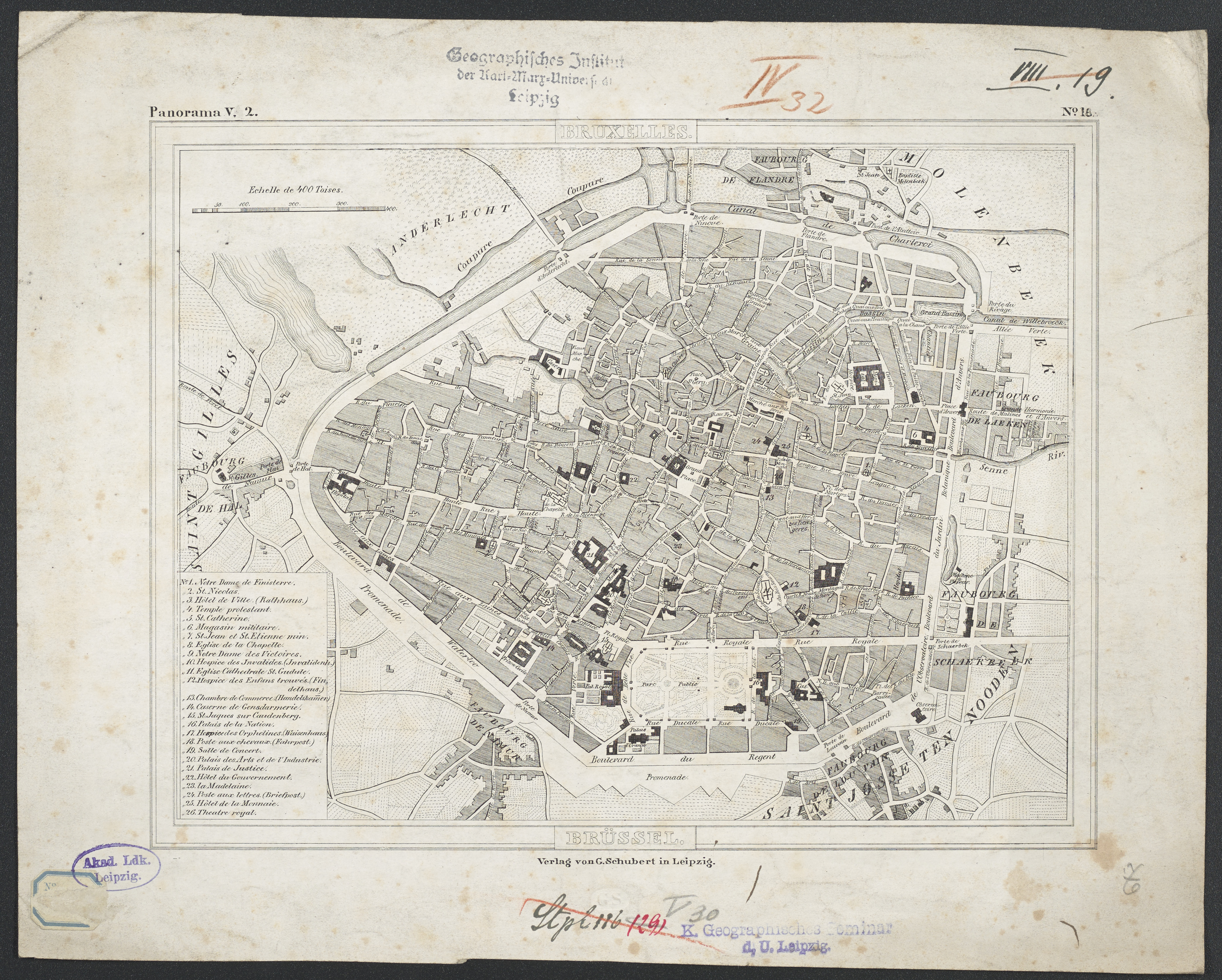
Carte de Bruxelles en 1830.

## Déroulement

### Plan d'attaque de l'armée

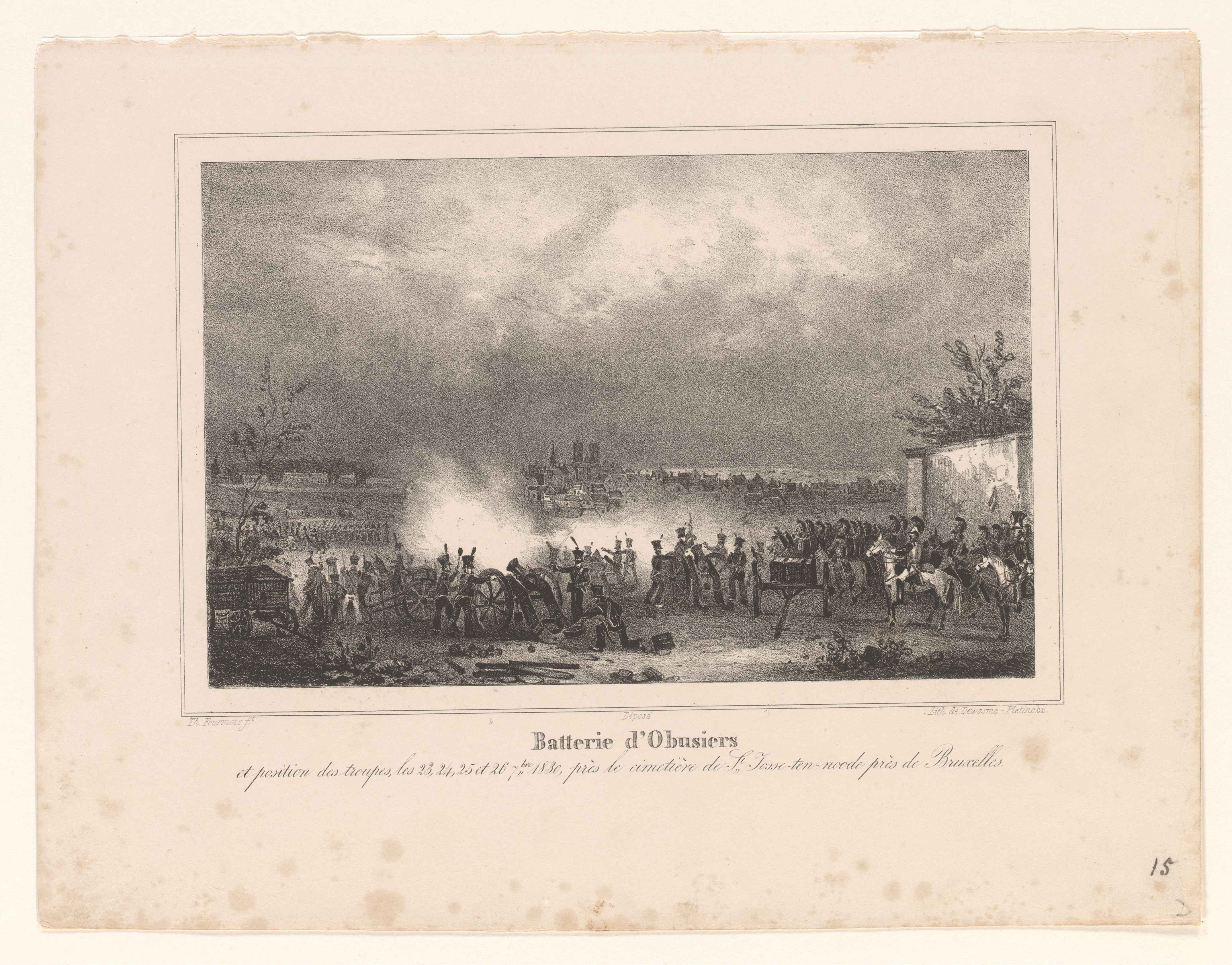
Positions de l'armée néerlandaise peu avant l'attaque, non loin du cimetière de Saint-Josse-ten-Noode.

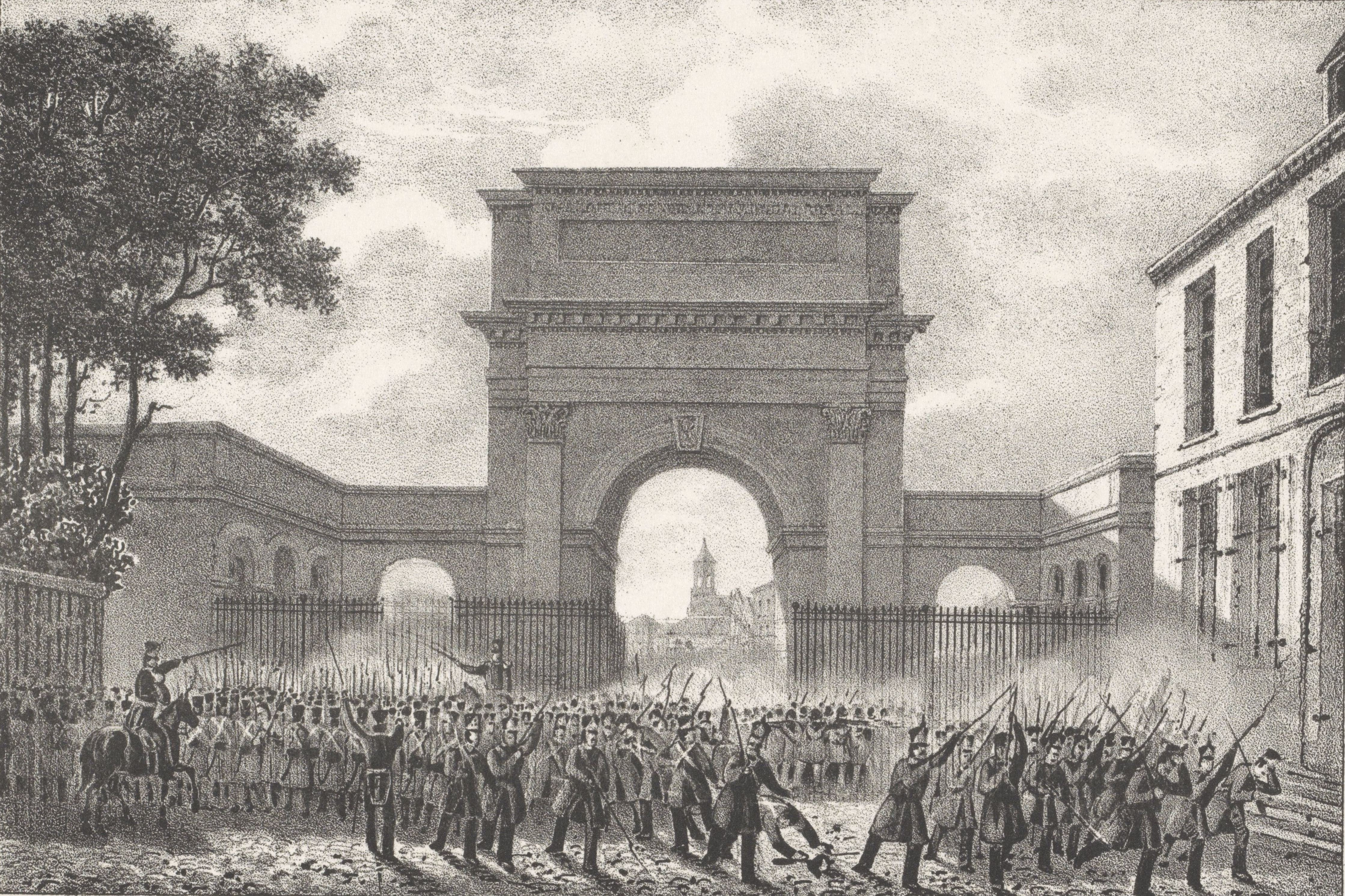
L'attaque du général-major Clement de Favauge par la porte de Laeken.

Du côté de l'armée néerlandaise, la décision de l'attaque de Bruxelles est prise le 17 septembre à La Haye par le roi Guillaume Ier lors d'un conseil des ministres. Ses ordres arrivent au prince Frédéric, qui loge à Anvers, le 20 septembre et sont ensuite transmis à l'état-major stationné à Vilvorde avec pour doctrine générale : « Il faut s’approcher de Bruxelles et chercher à s’en emparer, afin d’en expulser les bandes étrangères qui l’occupent et mettre fin à l’anarchie à laquelle elle est en proie ». Le plan consiste à un attaque simultanée de quatre portes de Bruxelles, à savoir :
- Ville basse: 
  - Porte de Louvain : le général-major Jan Post[9] et 2 500 hommes de la 5e afdeeling, avec pour objectif de se diriger vers la Place Royale en prenant la porte de Namur[10].
  - Porte de Schaerbeek : général-major Abraham Schuurman (nl), avec 4 700 hommes, avec pour objectif la rue Royale et le parc de Bruxelles.

- Ville haute :
  - Porte de Laeken : général-major Clement de Favauge (nl), avec 900 hommes.
  - Porte de Flandre : le colonel Walraven Elias Johan van Balveren, commandant les hussards du Regiment Huzaren van Boreel (nl)[11].

Le plan prévoit également une attaque simultanée de Louvain par les troupes de Ghisbert Martin Cort Heyligers. En effet, la ville est un autre bastion « belge », tombé aux mains des insurgés dès le 2 septembre, lorsque ceux-ci forçent la garnison à évacuer la place forte. L'objectif est également de reprendre le contrôle de la cité, mais, comme à Bruxelles, l'armée essuie un échec.

## Conséquences

### Militaires
- Le prince Frédéric est remplacé par le duc Bernard de Saxe-Weimar-Eisenach à la tête des forces armées du royaume uni des Pays-Bas alors que la guerre belgo-néerlandaise se profile.

### La Brabançonne

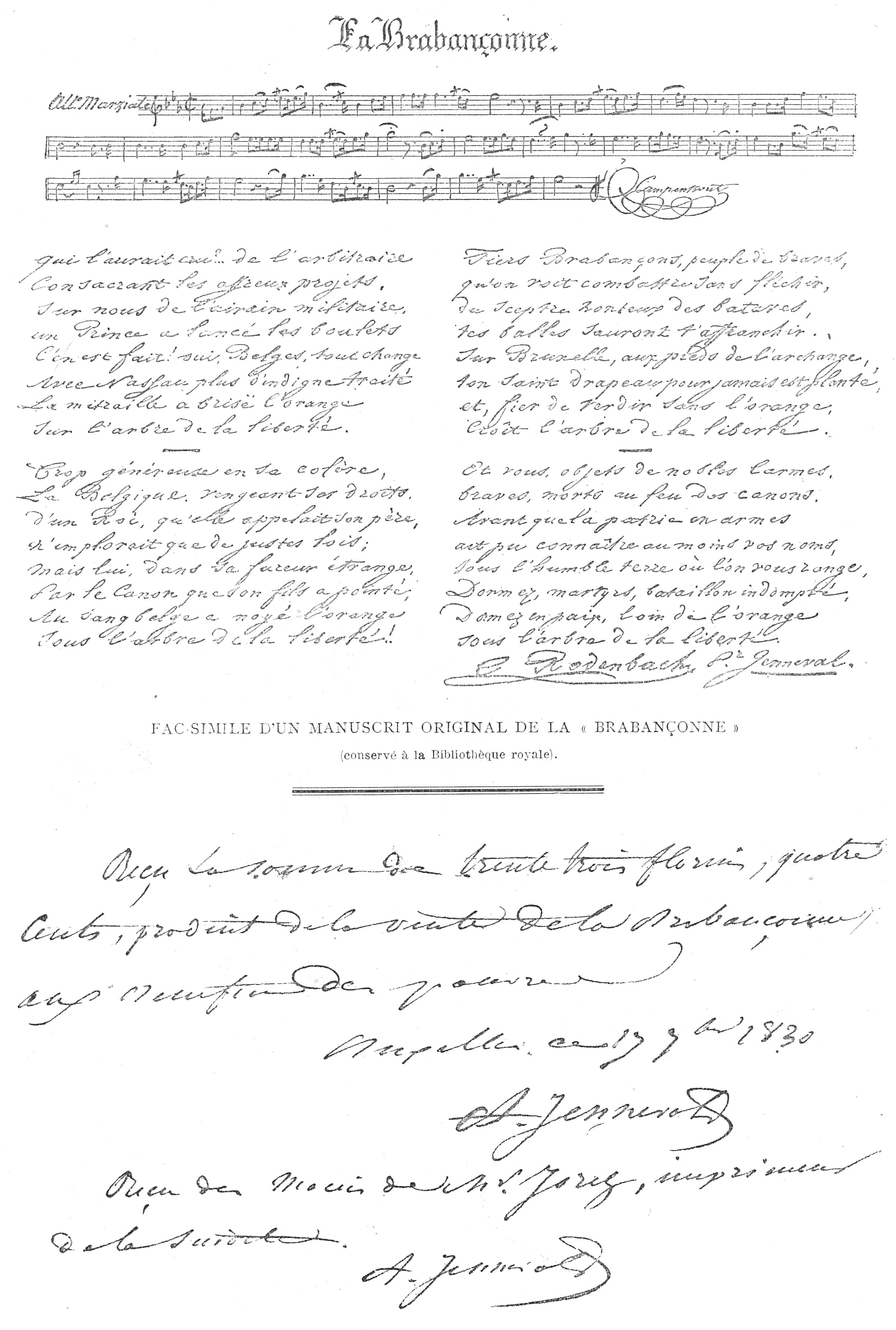
La troisième version de La Brabançonne, écrite par Jenneval en réaction à l'attaque de l'armée.

La Brabançonne, futur hymne national de la Belgique, voit ses paroles être modifiées à la suite de l'attaque de l'armée du prince d'Orange. Dans sa première version, écrite début septembre par Jenneval, le dernier couplet est on ne peut plus annonciateur : 
(...)

Mais malheur ! si de l'arbitraire

Protégeant les affreux projets,

Sur nous du canon sanguinaire

Tu venais lancer les boulets.

Alors tout est fini, tout change,

Plus de pacte, plus de traité, 

Et tu verrais tomber l'Orange

De l'arbre de la liberté.
En réaction à l'attaque, Jenneval écrit une nouvelle version de son oeuvre, dont voici le premier couplet :
Qui l'aurait cru... de l'arbitraire,

Consacrant les affreux projets,

Sur nous de l'airain militaire,

Un Prince a lancé les boulets

C'en est fait ! Oui Belges tout change

Avec Nassau plus d'indigne traité

La mitraille a brisé l'Orange

Sur l'arbre de la Liberté

(...)

### Autorités provisoires belges

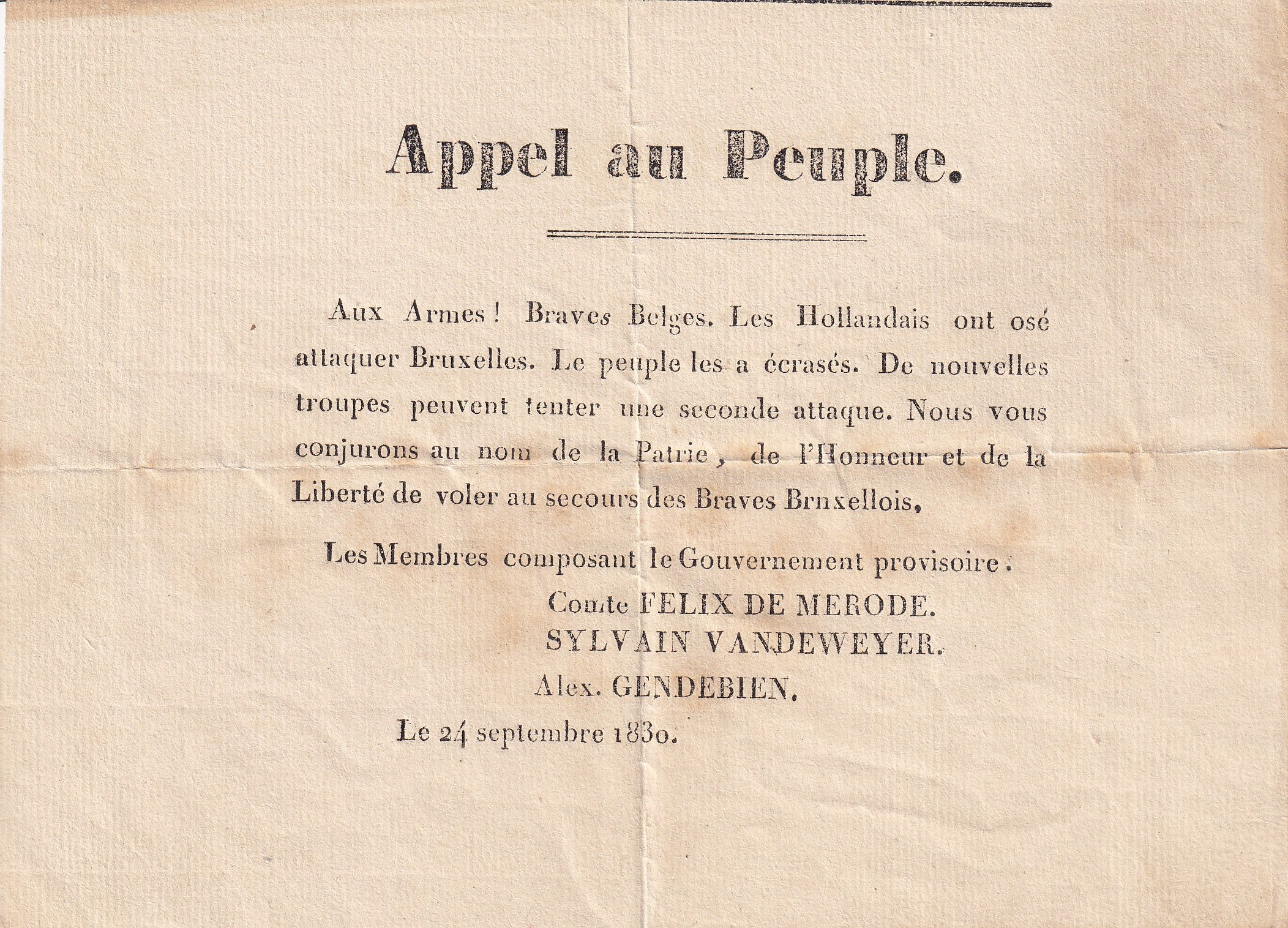
Proclamation du gouvernement provisoire de Belgique datée du lendemain de l'attaque, le 24 septembre 1830, appelant les « Belges » à se soulever contre les « Hollandais ».

## Dans la culture populaire

### Récits et témoignages

#### Côté «hollandais»
- Le capitaine Charles Antoine de Bieberstein Rogalla Zawadsky du Garderegiment Grenadiers en Jagers (nl) parle des combats dans la correspondance qu'il entretient avec sa femme. Le 25 septembre, il lui écrit[12] :

« Le carnage dans Bruxelles est terrible et le combat finira faute de combattants. On dit que 50.000 hommes ne suffiront pas à Bruxelles. Chaque maison est une forteresse et dans ce moment la ville brûle de tout côté. Il parait qu'on a juré la ruine de l'armée. (...) Chère amie, quelle horrible situation, mais que cela aille comme il veut, le pays est perdu pour toujours. Bruxelles est un second Missoloungi et cependant il n'y a pas de Turcs. A l'instant on dit que 12.000 Wallons font leur jonction. On craint beaucoup pour Malines même, qui n'est pas plus tranquille qu'il faut. »

## Hommages

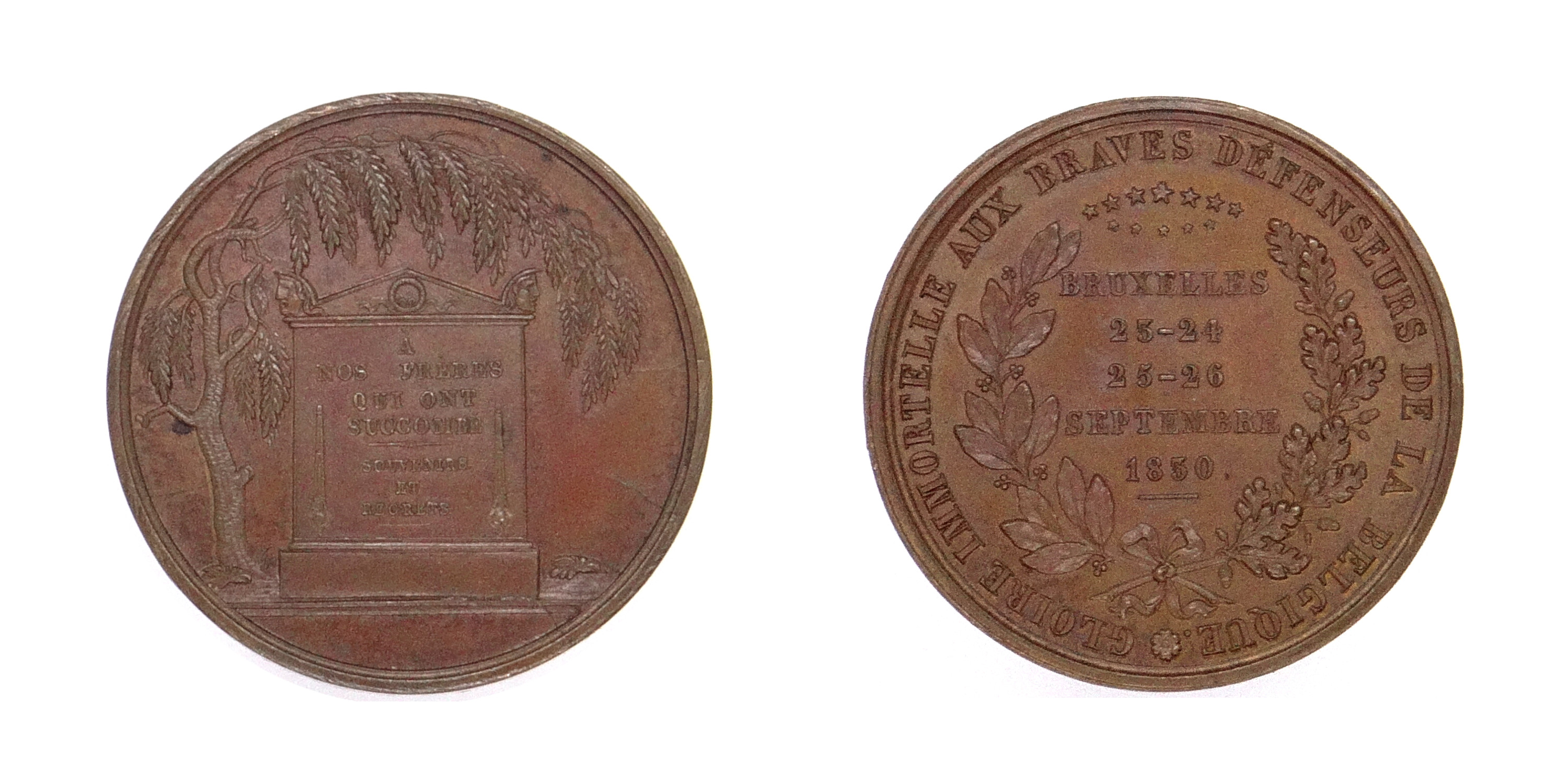
Médaille frappée en souvenir des quatre Jours de Bruxelles.

- Un drapeau belge commémoratif est confectionné au format de l'époque (horizontal) avec l'inscription « Journées des 23, 24, 25, 26 septembre 1830, Liberté Ordre Public ». Il est toujours conservé au musée de la ville de Bruxelles et est inscrit à l'inventaire du patrimoine mobilier de la ville[13].
- Le premier navire de la marine belge fut nommé Les Quatre Journées en hommage à la bataille[14].
- La fête de la Fédération Wallonie-Bruxelles se tient le 27 septembre en hommage à la date de la victoire belge lors des Quatre Jours de Bruxelles et aux nombreux volontaires issus de l'actuelle communauté française de Belgique qui sont venus se battre à cette occasion dans la capitale.